# Liassaurus
"Liassaurus" je neformální rodové jméno dosud vědecky nepopsaného teropodního dinosaura, žijícího v období spodní jury na území Evropy. Pravděpodobně šlo o ceratosaura, dosahujícího délky kolem 6 metrů a žijícího v nejspodnější juře, asi před 200 miliony let. Typový druh "L. huenei" byl stanoven týmem paleontologů v roce 1995 a druhové jméno je pocta proslulému německému paleontologovi Friedrichu von Huenemu, který jeho zkameněliny poprvé zkoumal. "Liassaurus" (Lias je alternativní označení spodní jury) je v současnosti nomen nudum. Může jít o stejného dinosaura, jako Sarcosaurus.